# Pseudoeriphus sanguinicollis
Pseudoeriphus sanguinicollis là một loài bọ cánh cứng trong họ Cerambycidae.